# Universitatea Masaryk din Brno

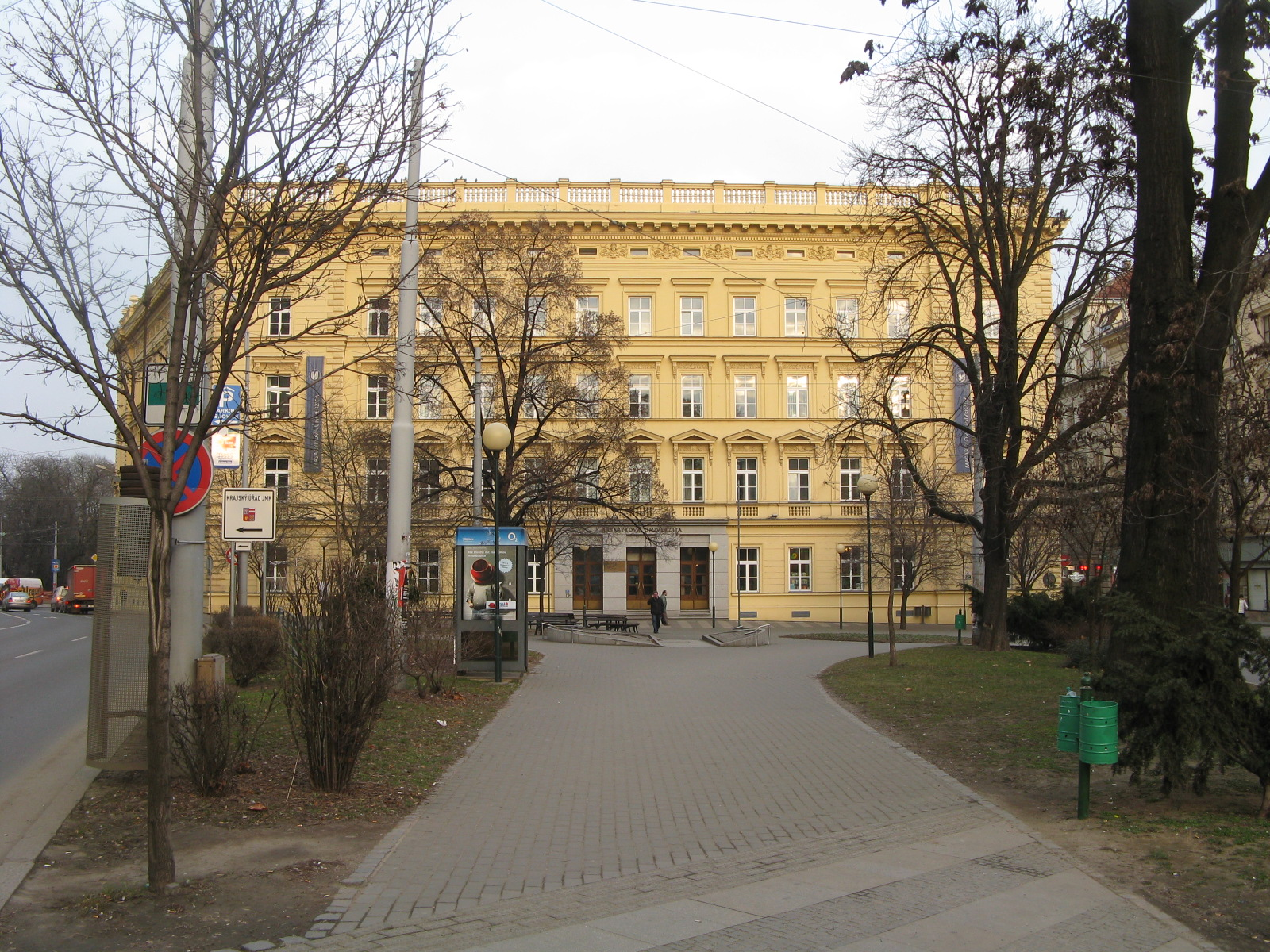
Clădirea Rectoratului Universității Masaryk

Universitatea Masaryk din Brno (în cehă Masarykova universita, în latină Universitas Masarykiana Brunensis) este a doua instituție de învățământ superior ceh prin numărul de studenți (după Universitatea Carolină din Praga). Creată prin legea din 10 ianuarie 1919, ea îi poartă numele lui Tomáš Masaryk, profesor la Universitatea Carolină și primul președinte al Cehoslovaciei.
Fondată în 1919, la Brno ca a treia universitate (cronologic), după Universitatea Carolină din Praga (1348) și după Universitatea Palacký din Olomouc (1573). În prezent este compusă din 9 facultăți cu 42.182 de studenți.
În 1960, universitatea a fost redenumită Universitatea Jan Evangelista Purkyně, după numele unui biolog ceh, Jan Evangelista Purkyně. În 1990, în urma Revoluției de Catifea, universitatea și-a recăpătat numele original.
Universitatea participă la schimburile interuniversitare europene din Rețeaua de la Utrecht și din Grupul de la Compostella.

## Facultăți
- Facultatea de Medicină (în cehă Lékařská fakulta, din 1919)
- Facultatea de Drept (în cehă Právnická fakulta, din 1919)
- Facultatea de Științe (în cehă Přírodovědecká fakulta, din 1919)
- Facultatea de Arte / Filosofie (în cehă Filozofická fakulta, din 1919)
- Facultatea de Educație / Pedagogie (în cehă Pedagogická fakulta, din 1946)
- Facultatea de Economie și Administrație (în cehă Ekonomicko-správní fakulta 1991)
- Facultatea de Informatică (în cehă Fakulta informatiky, din 1994)
- Facultatea de Studii Sociale (în cehă Fakulta sociálních studií, din 1998)
- Facultatea de Studii Sportive (în cehă Fakulta sportovních studií, din 2002)
- Facultatea de Farmacie (în cehă Farmaceutická fakulta, între 1952–1960) Nu mai există.

## Profesori iluștri
- Eduard Čech (1893–1960), matematician
- Roman Jakobson (1896–1982), lingvist și teoretician al literaturii
- Jaroslav Krejčí (1892–1956), avocat și om politic
- Matyáš Lerch (1860–1922), matematician
- Hertvík Jarník (1877-1938), romanist și traducător din și în limba română
- Arne Novák (1880–1939), istoric literar
- Erazim Kohák (n. 1933), filosof și scriitor

## Vezi și
- Universitatea Mendel din Brno
- Universitatea Palacký din Olomouc

## Legături externe
- cs  en  Site-ul universității